# Spilosoma sikkimensis
Spilosoma sikkimensis är en fjärilsart som beskrevs av Moore 1879. Spilosoma sikkimensis ingår i släktet Spilosoma och familjen björnspinnare. Inga underarter finns listade i Catalogue of Life.